# Guido Marussig
Guido Marussig (geboren 14. Dezember 1885 in Triest, Österreich-Ungarn; gestorben 20. Dezember 1972 in Gorizia) war ein italienischer Maler, Stecher und Bühnenbildner.

## Leben
Guido Marussig war ein Sohn des Orchesterleiters Emilio Marussig und der Maria Gentille di Rovigno. Sein älterer Vetter Pietro Marussig wurde ebenfalls Maler.

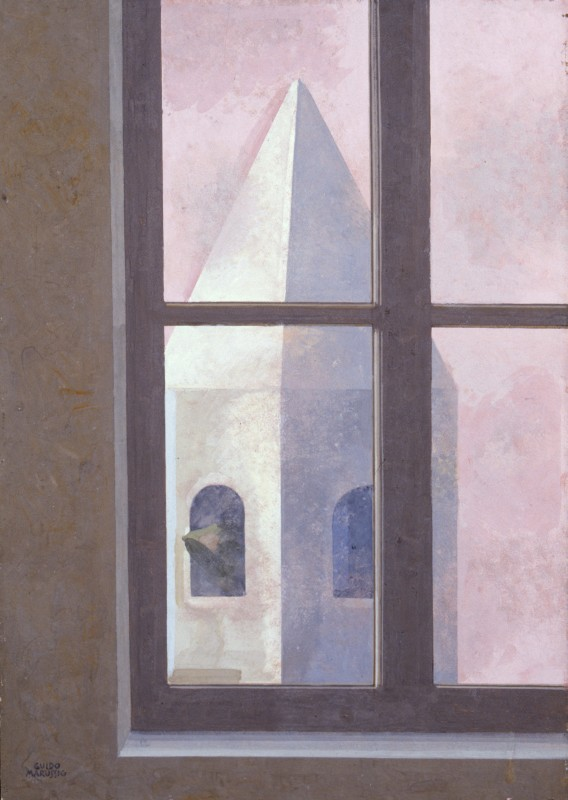
Campanile (1963)

Marussig besuchte die Staatsgewerbeschule in Triest und ging mit einem Stipendium der Kommune an die Accademia di belle arti di Venezia, wo er bei Ettore Tito und Augusto Sezanne studierte. Seit 1905 stellte er bei der Esposizione Internazionale d’Arte di Venezia aus. Unter dem Einfluss der Wiener Sezession und Gustav Klimts wandte er sich dem Symbolismus zu. Seine Radierungen erschienen in der Zeitschrift L’Eroica. Nach dem Kriegseintritt Italiens 1915 übersiedelte er 1916 nach Mailand, wo er von 1918 bis 1937 an der „Scuola del Libro di Milano“ unterrichtete. Er schuf Bühnenbilder, Illustrationen für Zeitschriften und arbeitete mit Holzschnitten.
1921 beteiligte er sich an der Gestaltung von Gabriele D’Annunzios Vittoriale in Gardone Riviera. Wie sein Vetter wurde er Mitglied der Künstlergruppe Novecento.
Er entwarf 1939 ein Bodenmosaik für den faschistischen Palazzo di Giustizia in Mailand. Er schuf das Bühnenbild für Verdis Oper Nabucco, mit der am 26. Dezember 1946 das Teatro alla Scala nach den Kriegszerstörungen neu eröffnet wurde. Nach dem Zweiten Weltkrieg befasste er sich vornehmlich mit der Malerei.

## Ausstellungen (Auswahl)
- Gianfranco Sgubbi: Guido Marussig, in: Arte nel Friuli-Venezia Giulia 1900-1950. Ausstellungskatalog. Pordenone : Grafiche editoriali artistiche pordenonesi, 1981
- Carlo Fabrizio Carli (Hrsg.): Guido Marussig, 1885-1972 : tra simbolismo e déco. Rom : Nuova Galleria Campo dei Fiori, 2003
- Gianfranco Sgubbi; Vanja Strukelj; Guido Marussig : il mestiere delle arti. Civico Museo Revoltella, Trieste, 2004